# 东方石油体育俱乐部
东方石油体育俱乐部（Club Deportivo Oriente Petrolero）是玻利维亚圣克鲁斯市的一个足球俱乐部，成立于1955年11月5日。该俱乐部由玻利维亚石油公司的工人创建。

## 荣誉
- 玻利维亚足球甲级联赛
  - 冠军(4): 1979, 1990, 2001, 2010
  - 亚军(10): 1977, 1984, 1986, 1987, 1989, 1996, 1997, 2000 ,2002, 2004, 2010